# Schweiz ved vinter-OL 2018
Schweiz deltager i vinter-OL 2018 i Pyeongchang, Sydkorea i perioden 9. – 25. februar 2018.

## Deltagere
Følgende atleter vil deltage i nedennævnte sportsgrene: 
| Sportsgren           | Herrer | Damer | Total |
| -------------------- | ------ | ----- | ----- |
| Alpint skiløb        | 13     | 9     | 22    |
| Bobslæde             | 8      | 2     | 10    |
| Curling              | 6      | 5     | 11    |
| Hurtigløb på skøjter | 1      | 1     | 2     |
| Freestyle skiløb     | 15     | 7     | 22    |
| Ishockey             | 25     | 23    | 48    |
| Kunstskøjteløb       | 0      | 1     | 1     |
| Kælk                 | 0      | 1     | 1     |
| Langrend             | 9      | 4     | 13    |
| Nordisk kombineret   | 1      | 0     | 1     |
| Skeleton             | 0      | 1     | 1     |
| Skihop               | 2      | 0     | 2     |
| Skiskydning          | 5      | 5     | 10    |
| Snowboard            | 13     | 12    | 25    |
| Total                | 98     | 71    | 169   |

## Medaljer
| 2018 Pyeongchang | Guld | Sølv | Bronze | Total |
| Schweiz          | 5    | 6    | 4      | 15    |

### Medaljevindere
| Medalje | Navn                                                                     | Sport            | Gren                            | Dato        |
| ------- | ------------------------------------------------------------------------ | ---------------- | ------------------------------- | ----------- |
| Guld    | Dario Cologna                                                            | Langrend         | Mændenes 15 kilometer freestyle | 16. februar |
| Guld    | Sarah Höfflin                                                            | Freestyle skiløb | Kvindenernes slopestyle         | 17. februar |
| Guld    | Michelle Gisin                                                           | Alpint skiløb    | Kvindernes superkombination     | 22. februar |
| Guld    | Wendy Holdener Denise Feierabend Luca Aerni Daniel Yule Ramon Zenhäusern | Alpint skiløb    | Mixed Team                      | 24. februar |
| Guld    | Nevin Galmarini                                                          | Snowboarding     | Mændenes parallel giant slalom  | 24. februar |
| Sølv    | Jenny Perret Martin Rios                                                 | Curling          | Mixed                           | 13. februar |
| Sølv    | Beat Feuz                                                                | Alpint skiløb    | Mændenes super G                | 16. februar |
| Sølv    | Wendy Holdener                                                           | Alpint skiløb    | Kvindernes slalom               | 16. februar |
| Sølv    | Mathilde Gremaud                                                         | Freestyle skiløb | Kvindernes slopestyle           | 17. februar |
| Sølv    | Marc Bischofberger                                                       | Freestyle skiløb | Skicross – Herrer               | 21. februar |
| Sølv    | Ramon Zenhäusern                                                         | Alpint skiløb    | Mændenes slalom                 | 22. februar |
| Bronze  | Beat Feuz                                                                | Alpint skiløb    | Mændenes styrtløb               | 15. februar |
| Bronze  | Wendy Holdener                                                           | Alpint skiløb    | Kvindernes superkombination     | 22. februar |
| Bronze  | Fanny Smith                                                              | Freestyle skiløb | Skicross – Damer                | 23. februar |
| Bronze  | Benoît Schwarz Claudio Pätz Peter de Cruz Valentin Tanner Dominik Märki  | Curling          | Mændenes                        | 23. februar |